# Wendy Callender
Wendy Callender (ur. 11 czerwca 1960) – australijska judoczka. Olimpijka z Seulu 1988, gdzie zajęła piąte miejsce w turnieju pokazowym. Walczyła w wadze półciężkiej.
Uczestniczka mistrzostw świata w 1986 i 1987. Brązowa medalistka mistrzostw Oceanii w 1979 i 1994. Mistrzyni Australii w 1981, 1983, 1985, 1987, 1988 i 1990 roku.

## Letnie Igrzyska Olimpijskie 1988
| Konkurencja | Eliminacje          | Finały                 | Klas. końcowa |
| Konkurencja | Przeciwnik I        | o 3 miejsce            | Miejsce       |
| ----------- | ------------------- | ---------------------- | ------------- |
| 72 kg       | Bae Mi-jung (KOR) P | Barbara Claßen (GER) P | 5.            |